# آدریانو پاناتا
 آدریانو پاناتا (ایتالیایی: Adriano Panatta؛ زاده ۹ ژوئیهٔ ۱۹۵۰) یک تنیس‌باز اهل ایتالیا است.